# Тровање морским плодовима
Тровање морским плодовима, тровање морском храном или болест која се преноси морским плодовима настаје као резултат људске конзумације хране из мора. Ово тровање укључује, али није ограничено само на рибу и шкољке, већ и на друге плодове мора. Оболелели са болестима које се преносе морским плодовима често су дијагностички изазов, јер могу имати различите знакове и симптоме, различити степене озбиљности тровања, као и нејасне временске оквире у вези са ингестијом.
Обим болести које се преносе морским плодовима је огроман, а са повећаним путовањима и ширењем трговине морском храном, повећава се вероватноћа да ће се здравствени радници сусрести све више са  болестима коју преноси морска храна.
Годишњи извештај Националне агенције за тровање Америчког удружења и центара за контролу тровања у 2019. години документовао је 808 појединачних изложености ихтиосаркотоксинима (цигуатера тровање које настаје након конзумације токсина који се могу наћи у јестивим рибама са подручја коралних гребена тропских мора, тровање паралитичким шкољкама, скомброидним и другим врстама риба, и других тровања морским плодовима), при чему се у извештају на наводе смртни случајеви.

## Цигуатера
Цигуатера је клинички синдром узрокован једењем меса отровне рибе уловљене у облисти тропских коралних гребена и око острва у тропским морима. Верује се да токсин потиче од микроскопске динофлагелатне алге Gambierdiscus toxicus  који расте на гребенима. Међутим, умешане су и друге бентоске алге. Рибе које једу алге постају токсичне, а ефекат се повећава кроз ланац исхране тако да велике рибе грабљивице постају најотровније. Појава токсичних риба има тенденцију да буде локализована, али локализација није конзистентна и токсична риба се може спорадично појавити било где на гребену или било којој локацији око острва.  Више од 400 врста је умешано у тровање цигуатером, али најчешће умешане рибе укључују amberjack, snapper, grouper, шкарпину, баракуду, козу и гребенску рибу која припада поородици Carrangidae. 
У Сједињеним Америчким Државама, цигуатера се углавном јавља на Хавајима, Порторику, Девичанским острвима, Гуаму и Флориди. Посебно висока инциденца пријављена је са Гуама, а неколико случајева је пријављено је и у другим државама узрокованих рибом допремљеном са Флориде. Случајеви су често повезани са путовањем у ендемска подручја цигуатере као што су Хаваји и Девичанска острва, а постоји забринутост да лекари у континенталном делу САД нису у стању да увек препознају многе случајеве.
Болест погађа истовремено гастроинтестинални и неуролошки систем.
Симптоми од стране гастроинтестинални симптоми, укључујући дијареју, мучнину, повраћање и бол у стомаку, појављују се 3-5 сати након узимања рибе и кратко трају. Неуролошки симптоми почињу 12-18 сати након конзумирања и могу бити умерени до тешки; обично трају 1-82 дана, али могу да трају и неколико месеци. У ретким случајевима, симптоми могу да трају годинама, са егзацербацијом повезаним са конзумирањем рибе или евентуално алкохола. Симптоми обично укључују инверзију топло-хладно (врућа кафа има хладан укус, сладолед врућ); болови у мишићима; пецкање и утрнулост усана, језика и периоралне регије; метални укус; сувоћа уста; анксиозност; простратион; вртоглавица; језа; знојење; проширене очи, замагљен вид, и привремено слепило. У ретким екстремних случајева може доћи до парализе и смрти. Симптоми могу бити изузетно исцрпљујући, што резултира продуженим периодима инвалидитета. 
Интравенски манитол може ублажити акутне симптоме, под условом да се да у року од неколико сати од конзумације, са амитриптилином, или токаинидом, код  хроничне манифестације. 
Утврђена је значајна индивидуалност у одговору пацијената, посебно оних са  хроничним манифестацијама.

## Паралитичко тровање шкољкама
Паралитичко тровање шкољкама (акроним PSP - енг. Paralytic shellfish poisoning) се дешава широм света, али је најчешће у умереним водама, посебно на обалама Пацифика и Атлантика Северне Америке, укључујући Аљаску. Случајеви су такође пријављени и у земаљама као што су Филипини, Кина, Чиле, Шкотска, Ирска, Нови Зеланд и Аустралија. Паралитичко тровање шкољкама није само најчешћи облик тровања шкољкама, већ је и најсмртоноснији, са стопом смртности од 6% широм света (смртност је већа у земљама у развоју).
Узрочник је сакситоксин, који производе динофлагелати (микроалге) које уносе шкољке (нпр  остриге, дагње, шкољке) које се хране филтратом (нпр. остриге, дагње, шкољке) које концентришу токсин и потом их конзумирају грабежљивци, укључујући и људе. 
Сакситоксин је један од најјачих познатих неуротоксина. Процењује се да 0,5-1 мг може бити фатално за људе. Делује слично као ТТКС по томе што блокира натријумове канале осетљиве на напон, што, заузврат, ремети нервну проводљивост и резултује моторичким и сензорним неуролошким абнормалностима.
Паралитичко тровање шкољкама се обично јавља у епидемијама и најчешће се примећује код рекреативних сакупљача шкољки.
Симптоми се јављају у року од 15 минута до 3 сата и укључују парестезије уста, лица и удова са мучнином, повраћањем и дијарејом. Често се описује осећај плутања. Дисфонија, атаксија, слабост и парализа скелетних мишића (које доводе до респираторне инсуфицијенције) могу се јавити у року од 2-12 сати код тешког тровања и могу трајати до 72 часа до недељу дана. Смрт од паралитичког тровање шкољкама настаје као последица парализе мишића дисања.
Основа лечења паралитичког тровања шкољкама је помоћна нега слична оној код тровања рибом пухачем (тровање ТТКС). Механичка вентилација је индикована у случају недовољне респираторне функције.

## Неуротоксично тровање шкољкама
Неуротоксично тровање шкољкама (акроним NSP од енг.Neurotoxic shellfish poisoning) пријављено је са:
- југоисточне обале Сједињених Америчких Држава,
- обале Мексичког залива,
- обала Кариба,
- обала Новог Зеланда.

Неуротоксично тровање шкољкама изазивају бреветоксини, које производе динофлагелати (микроалге) које уносе шкољке  (нпр остриге, дагње, шкољке) у којима се концентришу токсин које касније конзумирају грабежљивци, укључујући и људе. 
Пријављене су респираторне тегобе и иритација ока због излагања аеросолима таласа док се разбијају у близини плаже. Овај синдром је сличан тровању цигуатером, али без паралитичке компоненте, и може трајати од неколико сати до неколико дана.
Као и многи морски токсини, бреветоксини су без укуса, мириса и топлотно стабилни. Они су слични цигуатоксинима по томе што су отварачи натријумових канала који изазивају неуроексцитаторне ефекте.   
Иако се бреветоксини могу акумулирати у мишићима и изнутрицама риба, не постоје документовани случајеви неуротоксично тровање шкољкама након конзумирања риба код људи, тако да се НСП и ЦФП могу међусобно разликовати са комплетном историјом конзумирања морских плодова.
Болест која се јавља код неуротоксично тровање шкољкамаје је блажа форма од од оне код паралитичког тровања шкољкама. 
Почетак симптома креће се од 15 минута до 18 сати након узимања, а трајање токсичности креће се од 1-72 часа (обично < 24 часа). Симптоми који се манифестују укључују:
- гастроентеритис;

- ректално жарење;

- парестезије лица, трупа и удова;

- мијалгије;

- атаксију;

- вртоглавицз;

- смењивање осећаја топлог и хладног.

- друге мање уобичајене карактеристике (тремор, дисфагију, брадикардију, смањене рефлексе и мидријазу)

Лечење је симптоматско.

## Тровања шкољкама са дијарејом
Већина случајева тровања шкољкама са дијарејом (акроним DSP од енг. Diarrheal shellfish poisoning) је резултат једења токсичних шкољкаша као што су шкољке и капице. Ова врста тровања је пријављене у Европи, Азији, Северној Америци, Јужној Африци, Аустралији и Новом Зеланду.
Тровања шкољкама са дијарејом је благо тровање. Чини се да је главни узрочник окадаична киселина (иако су умешани и други), коју производе динофлагелати (микроалге) које уносе шкољке које се хране филтратом (нпр остриге, дагње, шкољке) које концентришу токсин и потом се конзумирају. 
Симптоми су углавном благи и састоје се од мучнине, повраћања, дијареје и болова у стомаку. Време до почетка од конзумирања шкољки је у року од 30 минута до неколико сати, а потпуни опоравак у року од 3 дана. 
Лечење је симптоматско и подржавајуће. Нису пријављени случајеви смрти код тровања шкољкама са дијарејом.

## Азаспирациди у шкољкама
Азаспирациди (АЗА) су група високо токсичних отрова који се налазе у шкољкама .и производима од шкољки. Они припадају структури полицикличних етара.
Први случај тровања азаспирацидом откривен је у Холандији 1995. године, тако да ова врста тровања спада у једно је од недавно откривених тровања морским плодовима. Тровање је идентификовано код некиолико случајева тешке гастроинтестиналне болести услед конзумирања контаминираних дагњи из Ирске. Контаминација је накнадно потврђена широм западне обале Европе. Познато је да азаспирациди изазивају тровања широм света, а на Далеком истоку, између осталих, дагње се прво нуде домаћим животињама како би се утврдила њихова потенцијална токсичност.
Мешавима токсина, азаспирацида, акумулирају се у шкољкашима које се хране токсичним микроалгама. Токсиколошке студије су показале да азаспирациди могу изазвати широко распрострањено оштећење органа код мишева и да су вероватно опаснији од претходно познатих класа токсина шкољки.
Структура азаспирацида-1 (АЗА1) је први пут пријављена 1998. године када је успешно изолован из дагњи  (Mytilus edulis). Структуре које припадају азаспирацидима до сада су идентификоване у више од 30 једињења.

## Амнезичко тровање шкољкама (тровање домоичном киселином)
Амнезичко тровање шкољкама (акроним ASP од енг. Amnesic shellfish poisoning  ) је потенцијално озбиљно тровање које је пријављено из Канаде, Шкотске, Ирске, Француске, Белгије, Шпаније, Португала, Новог Зеланда, Аустралије и Чилеа. Отровне шкољке, капице, шкољке и ракови били су одговорни за те епидемије.
Дијатомеје производе домоинску киселине (ДА), која улази у ланац исхране преко контаминираних мекушаца. ДА је глутаматни агонист, и, док симптоми ASP укључују мучнину, повраћање, дијареју, оно што га разликује од других тровања шкољкама је његово дубоко дејство на централни нервни систем.
На северозападу Пацифика, у заливу Chesapeake Bay и дуж обала западне Европе и источне Азије, вршни годишњи нивои ДА у шкољкама могу премашити регулаторну границу, што доводи до повремених ограничења за жетву шкољки.
Прво пријављено избијање АСП код људи догодило се 1987. године у канадској источној провинцији Острво Принца Едварда и погодило је више од 100 људи. Приближно 50% пацијената имало је јаку главобољу; неки су претрпели конфузију, нападе и кому. Двадесет пет одсто пацијената имало је краткорочни губитак памћења, који је за многе постао трајан. Од више од 100 оболелих, 4 пацијента су умрла.
Лечење је супортивна нега, уз препоручено неуролошко праћење.

## Тровање надуваном рибом
Тровање надуваном рибом, надувачом или четворозубке (лат. Tetraodontidae) из породица морских и приобалних риба реда, настаје као резултат гутања меса одређених врста риба из овог рода. Токсин одговоран за тровање је тетродотоксин и првобитно се веровало да је прави ихтиосаркотоксин који производи сама риба. Токсичност отровних надуваних риба увелико варира.  Недавна запажања да је узгојена надувена риба атоксична указује на то да је порекло токсина из ланца исхране а не из организма рибе, али то још није сасвим потврђено. Међутим, недавно је показано да одређени уобичајени морски вибриони могу произвести овај облик токсина, а пошто се вибриони јављају као део микрофлоре надуване рибе, могу бити умешани у развој  њене токсичности.
Тровање надуваном рибом није пријављено у континенталном делу Сједињених Америчких Држава последњих година, али су инциденти пријављени у прошлости. На Флориди је пријављено седам случајева између 1951. и 1974. године, укључујући и три смртна случаја. Изгледа да су ова тровања узрокована конзумирањем локално уловљених врста лат. Sphoeroides.
Обична надувана риба, лат. Arothron hispidus, умешана је у најмање седам смртних случајева на Хавајима.
Сваке године у Јапану има 20-100 смртних случајева од тровања надуваном рибом, у местима где се разне врсте надувене рибе једу као посластица; ово се дешава упркос веома строгим контролама које су јапанске власти наметнуле на маркетинг и припрему јела у ресторанима.
Симптоми тровања надуваном рибом су слични онима описаним за паралитичко тровање шкољкама, укључујући:
- мучнину и повраћање који су уобичајени рани симптоми,
- почетно пецкање и утрнулост усана, језика и прстију
- парализе екстремитета;
- атаксија;
- тешкоће у говору;
- смрт услед гушења изазваног респираторном парализом.

Сличност симптома није изненађујућа јер тетродотоксин, иако се хемијски разликује од сакситоксина, такође блокира натријумове канале. Није идентификован антидот за тетродотоксин и лечење је подржавајуће. Токсичност тетродотоксина је слична оној код сакситоксина, а 1-4 мг представља смртоносну дозу за људе.
Постоји неслагање око токсичности америчке атлантске надуване рибе.  Недавно  Национална администрација за океане и атмосферу, описује северну  надувану рибу (лат. Sphoeroides maculatusс) као нетоксичну и напомиње да је риба продавана дуж атлантске обале као „морска риба“ током Другог светског рата. Међутим, Hemmert, C.D. је у доказао да су изнутрице, кожа и нешто меса лат. S. maculatus ухваћене у Атлантику били токсични, су такође известили да је S. maculatus токсичан. Са Западне обале САД, су два истраживача известила, да је пацифичка врста  лат. S. annulatus  често токсична, док је врста лат. Arothron hispidus одговорна за најмање седам смртних случајева на Хавајима.
Велепродаја, припрема и продаја надуване рибе  као хране у Јапану је под најстрожим условима за јавно здравље, и може да буде припремана само од стране обучених и сертификованих кувара за надувану рибу. Међутим и поред тога није сасвим елиминисала опасност од једења ове рибе, па тако је надувана риба и даље  главни узрок смртоносне интоксикације храном у Јапану. Укратко, једење отровних пуфера је у најбољем случају игра руског рулета. 
Све америчке надуване рибе могу бити потенцијално токсичне. Како постоји превише варијабли у пословању са надуваном рибом, њихова продаја би требало да буде забрањена у Сједињеним Америчким Државама. Ову тему је документовао и опширно расправљао Halstead, B.W..
Имајући у виду ове извештаје, чинило би се мудрим искључити надувану рибу, било домаћу или увезену, из комерцијалних канала у САД барем док се не изврши одговарајућа процена степена ризика који они могу представљати. ФДА је недавно одобрила увоз јапанске надувене рибе за потребе ресторане у Сједињеним Америчким Државама. Иако су наметнути веома строги захтеви у покушају да се осигура да риба није токсична, континуирано јапанско искуство би требало да покрене питања у вези са безбедношћу овог процеса у америчкој јавности.

## Други токсини
Постоје спорадични извештаји о другим интоксикацијама морским плодовима с времена на време, али они нису довољно истражени да би се идентификовао токсични агенса. Као што је раније наведено, донекле променљиви симптоми дефинисани као цигуатера и пријављена повезаност полиетарских супстанци и палитоксина, код риба умешаних у такве случајеве постављају питања о токсичности повезаних са гребенским рибама.
Један добро дефинисан синдром који се јавља на Хавајима је „халуциногено тровање рибом“. Ова болест прати конзумацију ципала и већег броја гребенских риба и јавља се сезонски, обично током летњих месеци. Халуцинације, несаница, интензивно сањање, слабост и пецкање у грлу су уобичајени убрзо након једења рибе. Пријављене су застрашујуће ноћне море и јављају се констриктивни болови у грудима. Стање је краткотрајно и решава се само од себе.. Чини се да не постоји никакав аналитички тест за овај токсин.